# Departamente din El Salvador
El Salvador este subîmpărțit în 14 departamente și 262 de municipii:
1. Ahuachapán (Ahuachapán)
2. Cabañas (Sensuntepeque)
3. Chalatenango (Chalatenango)
4. Cuscatlán (Cojutepeque)
5. La Libertad (Santa Tecla)
6. La Paz (Zacatecoluca)
7. La Unión (La Unión)
8. Morazán (San Francisco Gotera)
9. San Miguel (San Miguel)
10. San Salvador (San Salvador)
11. San Vicente (San Vicente)
12. Santa Ana (Santa Ana)
13. Sonsonate (Sonsonate)
14. Usulután (Usulután)